# Патриотична партия (Турция)
Патриотичната партия (на турски: Vatan Partisi) е лява националистическа политическа партия в Турция. Тя е основана на 15 февруари 2015 г. Неин председател е Догу Перинчек.
Патриотичната партия се определя като „авангардна партия“ и има за цел да събере социалисти, революционери, турски националисти и кемалисти.
Предшественик на партията е основаната през 1992 г. Работническа партия. През 2015 г., след извънреден конгрес, Работническата партия промени името си на „Патриотична партия“ Сред основателите на партията са бивши военни генерали, които са били преследвани по време на съдебните процеси „Ергенекон“ и делото „Чудовищници“, въпреки че и двата случая са отхвърлени оттогава.